# Arcidiocesi di Potenza-Muro Lucano-Marsico Nuovo

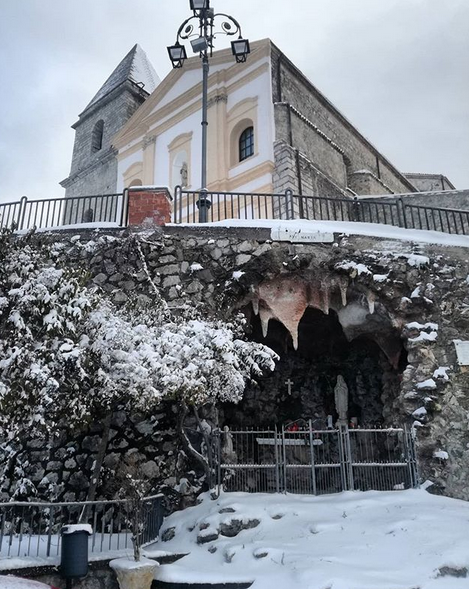
La concattedrale di Santa Maria Assunta e San Giorgio a Marsico Nuovo.

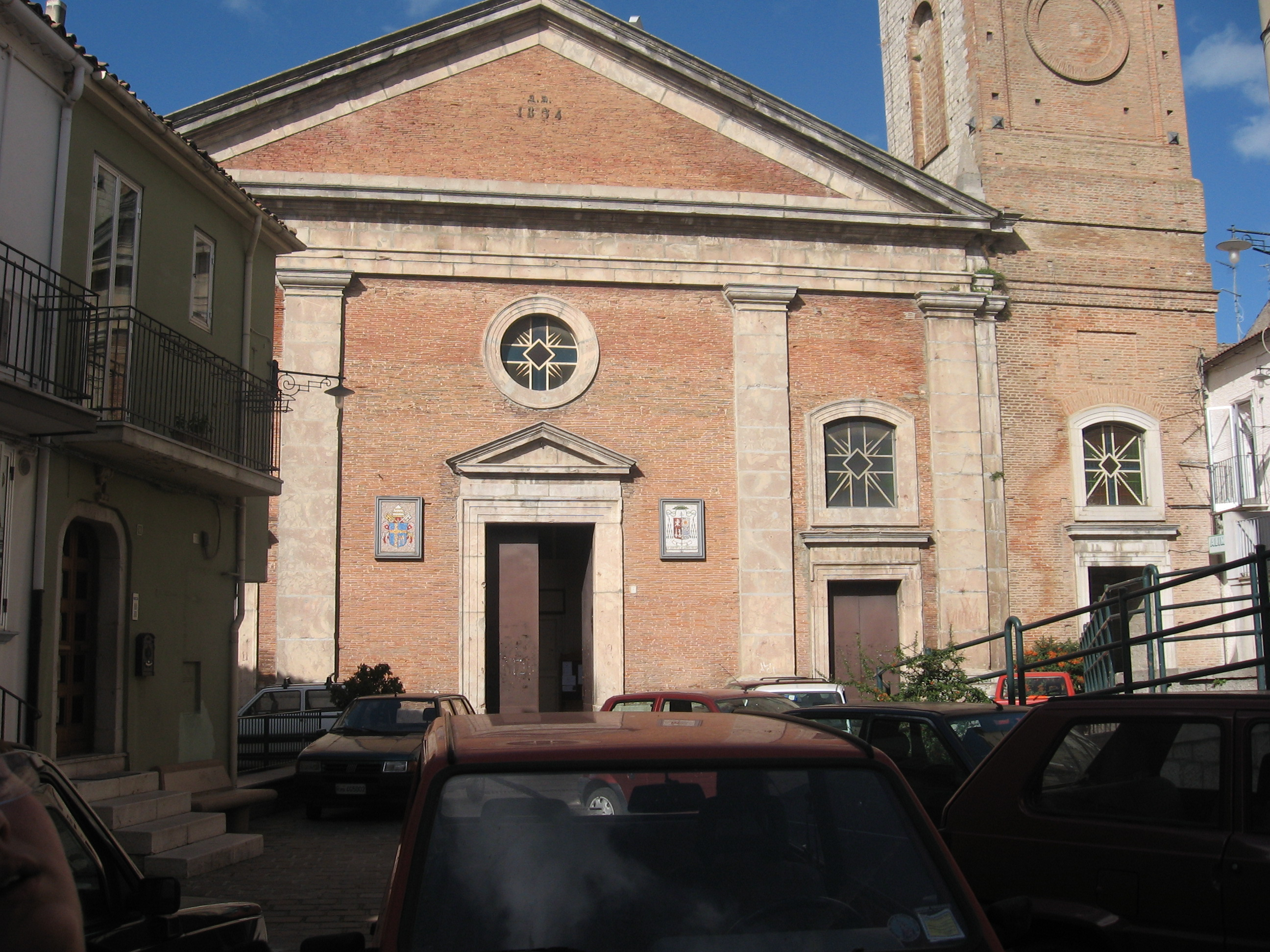
La basilica pontificia di Santa Maria del Carmine ad Avigliano.

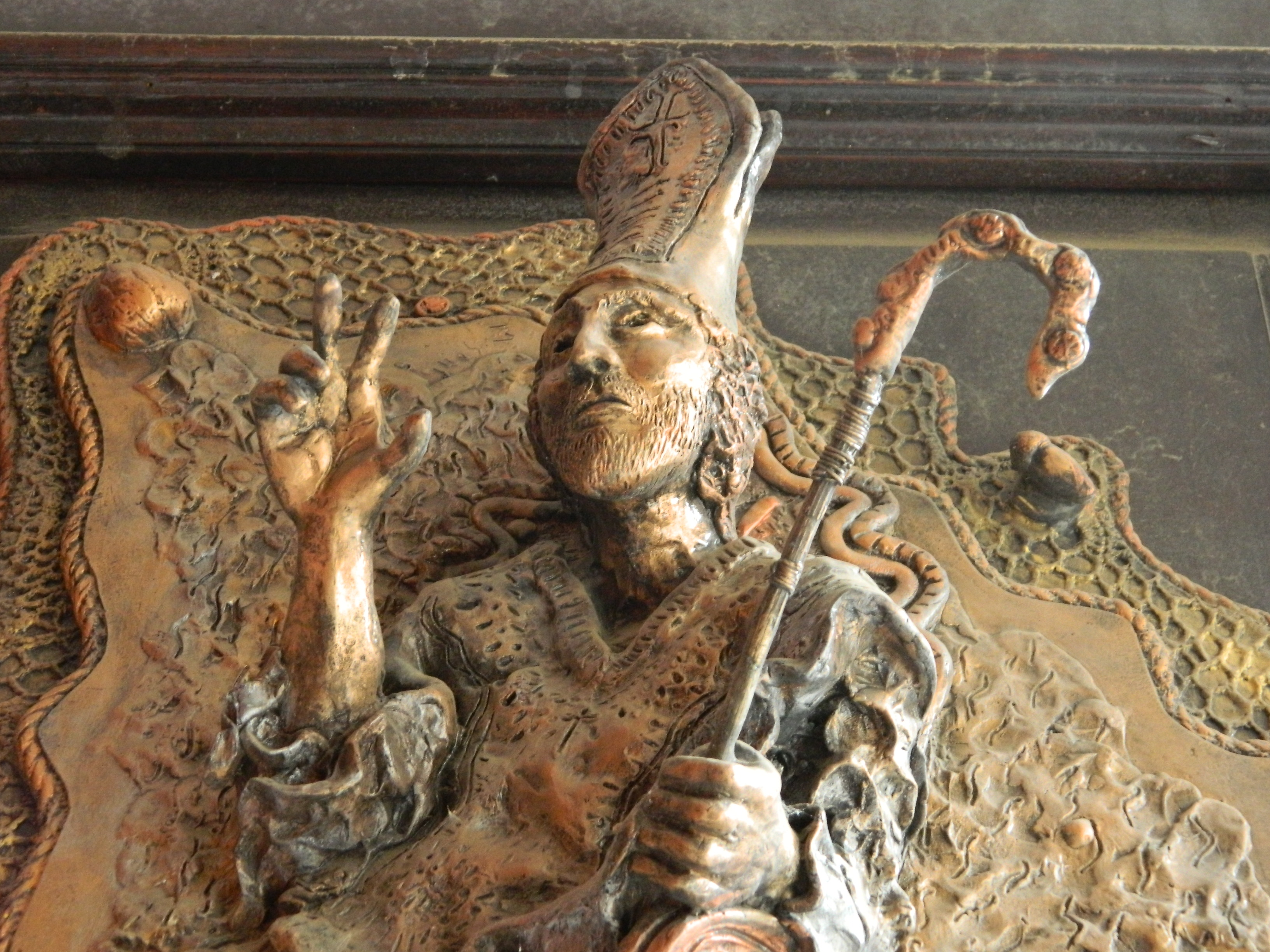
Particolare del portone laterale della cattedrale di Potenza raffigurante san Gerardo, patrono dell'arcidiocesi.

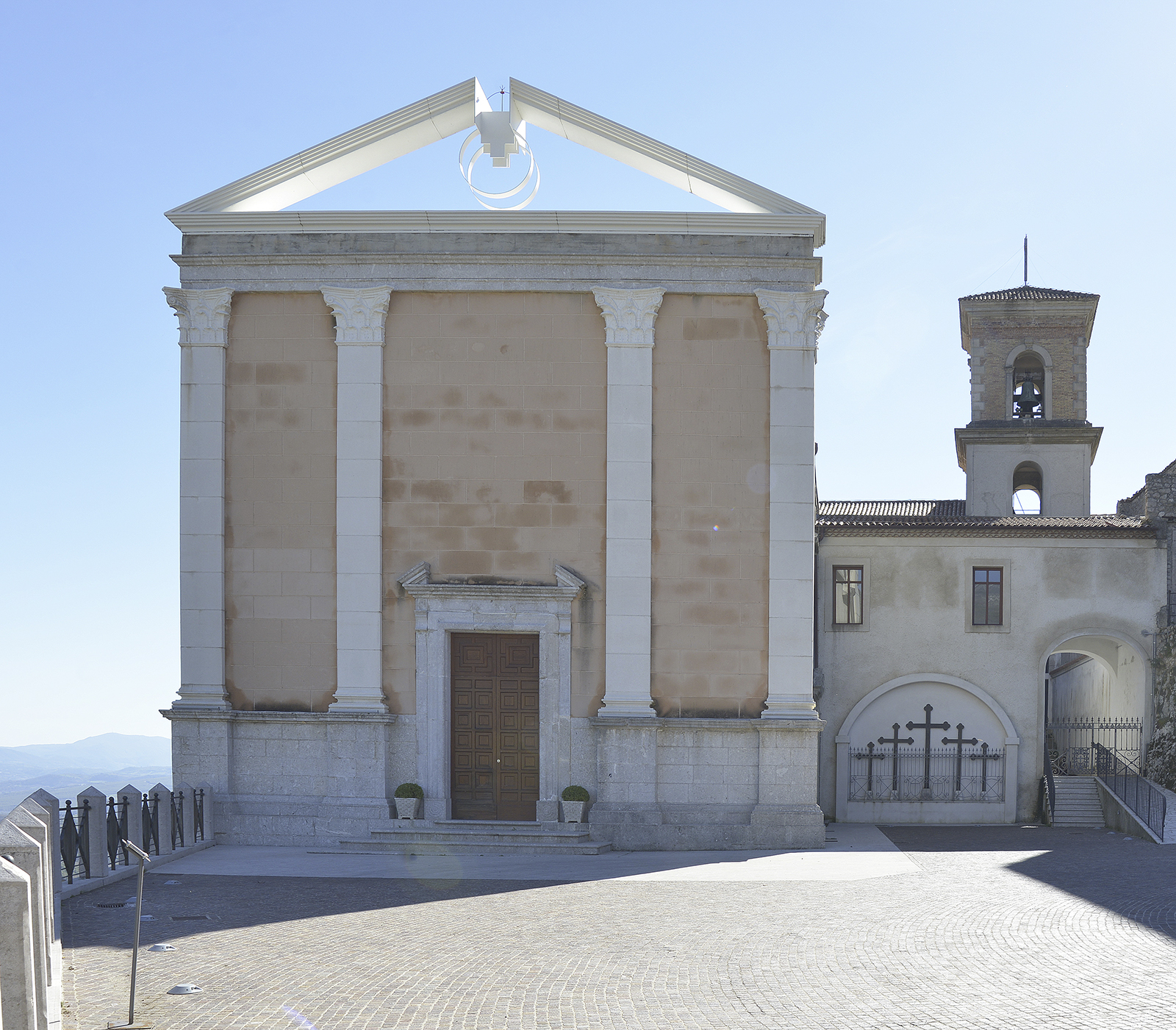
La concattedrale della B. V. Maria Assunta a Muro Lucano.

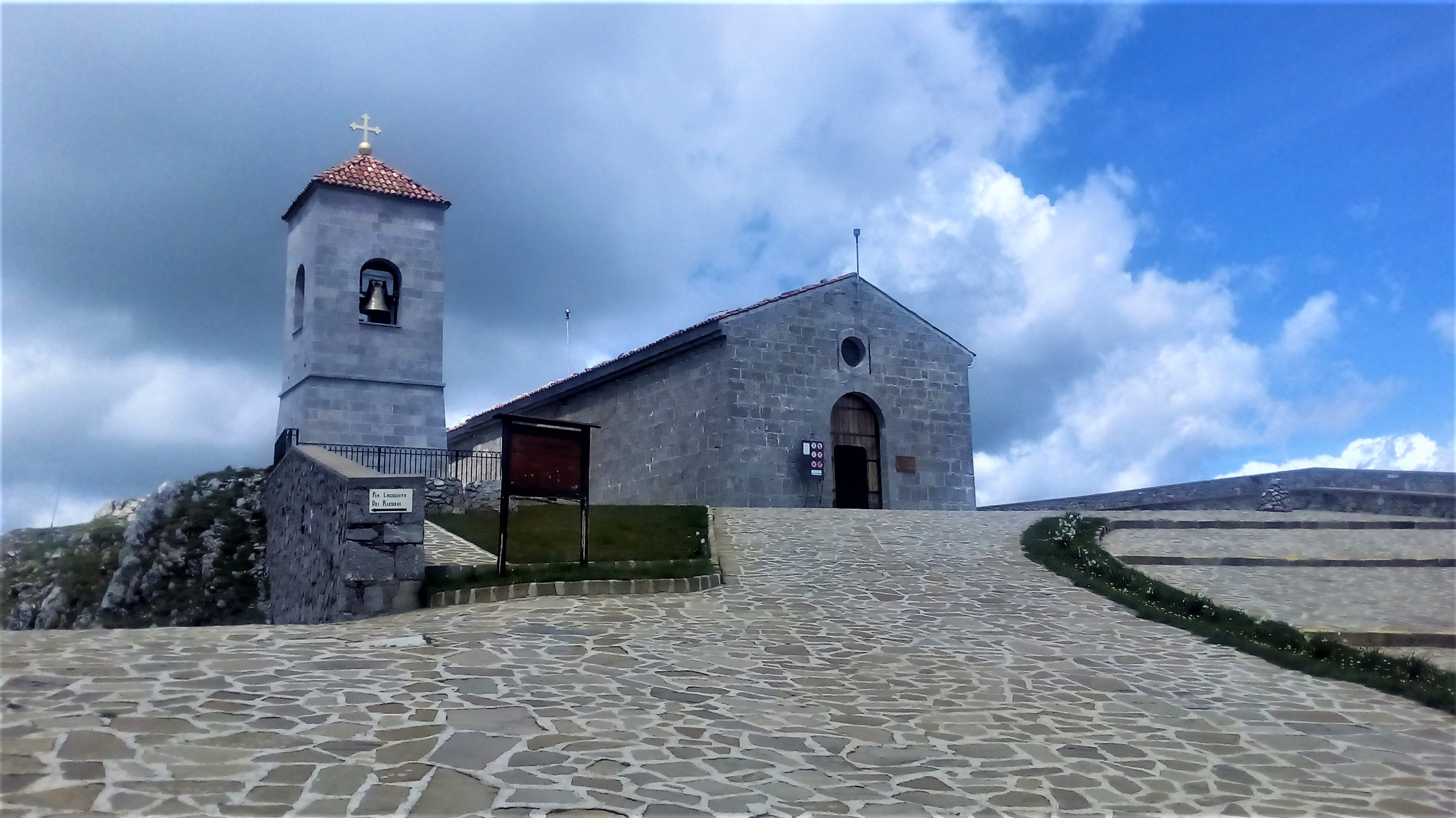
Il santuario della Madonna Nera del Sacro Monte di Viggiano.

L'arcidiocesi di Potenza-Muro Lucano-Marsico Nuovo (in latino Archidioecesis Potentina-Murana-Marsicensis) è una sede metropolitana della Chiesa cattolica in Italia appartenente alla regione ecclesiastica Basilicata. Nel 2023 contava 153.000 battezzati su 155.500 abitanti. È retta dall'arcivescovo Davide Carbonaro, O.M.D.

## Territorio
L'arcidiocesi comprende il territorio delle città di Potenza, Muro Lucano, Marsico Nuovo ed altri 22 comuni della provincia di Potenza: Abriola, Avigliano, Balvano, Baragiano, Bella, Brienza, Castelgrande, Filiano, Grumento Nova, Marsicovetere, Paterno, Picerno, Pignola, Ruoti, Sant'Angelo Le Fratte, Sasso di Castalda, Satriano di Lucania, Savoia di Lucania, Tito, Tramutola, Vietri di Potenza, Viggiano.
Sede arcivescovile è la città di Potenza, dove si trova la cattedrale di San Gerardo vescovo. A Muro Lucano sorge la concattedrale di San Nicola, mentre a Marsico Nuovo si trova la concattedrale di Santa Maria Assunta e San Giorgio. La diocesi comprende, oltre alla cattedrale, altre due basiliche minori: Santa Maria del Carmine ad Avigliano, e il Sacro Monte di Viggiano.
Il territorio si estende su 1.634 km² ed è suddiviso in 61 parrocchie, raggruppate in 6 zone pastorali: città di Potenza, Tito, Avigliano, Muro Lucano, valle del Melandro, valle d'Agri.

### Provincia ecclesiastica
La provincia ecclesiastica, istituita nel 1976, comprende le seguenti suffraganee:
- arcidiocesi di Acerenza
- arcidiocesi di Matera-Irsina
- diocesi di Melfi-Rapolla-Venosa
- diocesi di Tricarico
- diocesi di Tursi-Lagonegro

## Storia
L'odierna arcidiocesi è frutto della piena unione di tre sedi episcopali distinte, ognuna con una sua storia.

### Muro Lucano
La diocesi di Muro Lucano fu eretta in epoca incerta nella prima metà dell'XI secolo, in un periodo in cui la città faceva parte del principato longobardo di Salerno. Primo vescovo documentato è Leone, che partecipò ad un sinodo romano nel 1050 sotto il pontificato di Leone IX e sottoscrisse il decreto di canonizzazione di san Gerardo di Toul. La diocesi era suffraganea dell'arcidiocesi di Conza.
A Leone succedette probabilmente Eustachio, che prese parte al primo concilio di Melfi nel 1059. All'inizio del XII secolo è noto il vescovo Gaudino, che prese parte alla consacrazione della chiesa di San Sabino a Canosa (1101) ed appare in un diploma del 1105. Al vescovo Roberto si deve la consacrazione della cattedrale di Muro, avvenuta nel 1169.
Durante lo scisma d'Occidente, il vescovo Antonio, che aveva aderito all'obbedienza avignonese, ebbe molto a soffrire e rischiò una condanna a morte da parte del re di Napoli. Rifugiatosi nel castello di Buccino, continuò a governare la diocesi da questo luogo, che l'antipapa Clemente VII eresse a nuova diocesi (nota come sede Polsinensis o Bolsinensis) al posto di Muro. Gli succedette un altro vescovo avignonese, anche lui di nome Antonio (1395), nominato dall'antipapa Benedetto XIII.
Del periodo post-tridentino merita particolare menzione il vescovo Filesio Cittadini (1562-1572), che istituì il seminario diocesano e celebrò il primo sinodo nel 1565. Spesso i vescovi dovettero fare i conti con un clero riluttante ad accettare le novità del tridentino. Così il vescovo Giovanni Carlo Coppola (1643-1652), noto come autore di poesie e di testi di letteratura sacra, indisse un sinodo nel 1645 per combattere la diffusione della magia, dell'usura e dell'astrologia, ma l'opposizione del clero rese vana l'attuazione dei decreti sinodali.
Nel 1728 il vescovo Domenico Antonio Manfredi (1724-1738) consacrò la nuova cattedrale dedicata a Maria Assunta. Lo stesso vescovo si impegnò a fondo per riformare la sua diocesi: «riorganizzò il capitolo, regolò il seminario, tenne visite pastorali annuali, celebrò dieci sinodi, istituì monti frumentari e di pietà, mise in ordine gli atti delle proprietà ecclesiastiche e creò un archivio per custodirne i documenti».
Durante l'episcopato di Manfredi nacque a Muro san Gerardo Maiella, patrono della diocesi. Nel 1800 nacque a San Fele san Giustino de Jacobis, missionario lazzarista in Etiopia e compatrono della Basilicata.
Il 2 luglio 1954, dopo nove secoli, Muro Lucano fu separata dalla metropolia di Conza ed entrò a far parte della provincia ecclesiastica dell'arcidiocesi di Acerenza; poco più di vent'anni dopo, il 21 agosto 1976, cambiò nuovamente provincia ecclesiastica e divenne suffraganea dell'arcidiocesi di Potenza.
Nel corso degli anni settanta, la diocesi subì un notevole ridimensionamento del proprio territorio: infatti, il 31 marzo 1973 cedette le parrocchie dei comuni campani di Ricigliano e di Romagnano alla diocesi di Campagna; l'8 settembre 1976 passarono alla diocesi di Melfi i comuni di Rapone, Ruvo del Monte e San Fele. Al momento della plena unione con Potenza, alla diocesi di Muro restavano, oltre alla città episcopale, le parrocchie dei comuni di Bella, Castelgrande e Balvano.

### Marsico Nuovo
La diocesi di Marsico Nuovo trae la sua origine dall'antica diocesi di Grumentum, di cui sono noti tre vescovi: Sempronio Atto, vissuto nella seconda metà del IV secolo; Giuliano o Tulliano, menzionato in una lettera di papa Pelagio I databile al 558/560; e Rodolfo Alano menzionato nelle Gesta Sancti Laverii e vissuto in epoca imprecisata, ma posteriore a Giulio. Secondo le Gesta, la distruzione di Grumentum ad opera dei saraceni nel IX secolo causò la traslazione della sede a Marsico Nuovo; molto probabilmente invece la decadenza della città dopo il VI secolo fu la causa della fine della diocesi, così come emergerebbe dalle recenti evidenze archeologiche. Tuttavia ancora nell'XI e XII secolo i vescovi di Marsico non avevano rinunciato al vecchio titolo: ad esempio il vescovo Giovanni, nel 1095, si firma Episcopus sanctae sedis Grumentinae in civitate Marsico; e nel 1123 il vescovo Leone Grumentinae sedis pontifex.
La diocesi di Marsico Nuovo fu istituita nell'XI secolo e resa suffraganea dell'arcidiocesi di Salerno il 24 marzo 1058 con una bolla di papa Stefano IX. È questa la prima menzione storicamente attendibile della diocesi di Marsico; alcuni vescovi dall'VIII al X secolo attribuiti a questa sede sono storicamente incerti e non ammessi dalla moderna critica. Il primo vescovo certo di Marsico è Gisulfo, menzionato in un diploma di donazione del 1089.
La cattedrale, dedicata all'Assunta e a San Giorgio, fu ricostruita dopo le distruzioni operate dai Saraceni e consacrata nel 1131 dal vescovo Enrico. La primitiva diocesi comprendeva i territori di Marsico, Marsicovetere, Viggiano e Sasso. Sul territorio diocesano sorsero diverse abbazie benedettine, dipendenti fino al XIV secolo dalla badia di Cava; tra queste si ricordano il priorato di San Giovanni di Marsicovetere, la badia di Santo Stefano di Marsico (ora chiesa di San Gianuario), la chiesa di San Marco nel territorio di Sasso di Castalda, il feudo abbaziale di Tramutola.
Sul territorio di Marsico si diffuse ben presto la devozione verso due martiri locali; il primo è san Laverio, che avrebbe subito il martirio nel 312 a Grumentum, e la cui vita è raccontata nelle Gesta Sancti Laverii, scritte nel 1162 da Roberto di Romana, diacono di Saponara; il secondo è san Gianuario, che secondo la tradizione sarebbe stato vescovo di Cartagine e avrebbe evangelizzato il territorio di Marsico, subendo il martirio nel 282.
Tra i vescovi post-tridentini, si ricorda in modo particolare Giuseppe Ciantes (1640-1656): nel 1643 celebrò un sinodo diocesano per l'attuazione del concilio; riedificò la cattedrale; istituì il seminario diocesano e l'archivio vescovile. Come si rileva dalla relazione per la visita ad limina del 1594, in questo periodo la diocesi comprendeva otto territori: Marsico, Marsicovetere, Viggiano, Saponara, Sarconi, Moliterno, Sasso e Brienza.
Il 27 giugno 1818 la diocesi di Marsico Nuovo fu unita aeque principaliter alla diocesi di Potenza con la bolla De utiliori di papa Pio VII. Tuttavia rimasero distinte le rispettive province ecclesiastiche di appartenenza.
Il 2 luglio 1954 Marsico Nuovo entrò a far parte della provincia ecclesiastica dell'arcidiocesi di Acerenza. Il 21 agosto 1976 divenne suffraganea dell'arcidiocesi di Potenza. L'8 settembre successivo cedette i comuni di Sarconi e Moliterno alla diocesi di Anglona-Tursi.

### Potenza
La diocesi di Potenza è documentata per la prima volta a partire dalla fine del V secolo. Il primo vescovo conosciuto è Erculenzio, che fu destinatario di due lettere di papa Gelasio I, scritte fra il 494/495 e il 495/496. Circa il secondo vescovo noto, Amanzio o Amando, è incerta l'attribuzione a questa sede o a quella di Potenza Picena: Amanzio prese parte ai concili convocati a Roma da papa Simmaco nel 501 e nel 502. Il terzo vescovo del periodo primitivo, Pietro, fu il destinatario di alcune lettere lettera di papa Pelagio I nel 559. Incerta è pure l'attribuzione alla sede lucana del vescovo Balas, che avrebbe preso parte ad un concilio romano nell'826.
Dopo secoli di silenzio, la sede potentina ricompare nell'XI secolo in concomitanza con la riorganizzazione ecclesiastica della regione operata dai Normanni. Potenza è menzionata fra la suffraganee dell'arcidiocesi di Acerenza nel privilegio concesso da papa Alessandro II il 13 aprile 1068 all'arcivescovo Arnaldo. Il primo vescovo documentato dopo la restaurazione della diocesi è Bruno, menzionato in un altro diploma di Alessandro II del mese di marzo/aprile 1068.
Dal 1111 al 1119 fu vescovo di Potenza san Gerardo, che costruì la cattedrale ed oggi è il patrono dell'arcidiocesi. Il suo successore, Manfredi, scrisse la vita del santo vescovo, ed accolse in città il 18 luglio 1137 papa Innocenzo II e l'imperatore Lotario.
In base all'inchiesta voluta da papa Clemente V nel 1310, in questo periodo la diocesi comprendeva Potenza, Abriola, Castri Bellotti, Glorioso (Arioso), Avigliano, Castri Mediani (Castelmezzano), Tito, Castelluccio, Vignola (Pignola) e Picerno. «Nel 1324 si registrano già alcune variazioni: ne fanno parte Vignola, Abriola, Glorioso, Tito, Picerno, Ruoti, La Caldana, Baragiano e Avigliano con l'aggiunta di Lagopesole, che rivestiva all'epoca notevole importanza perché residenza estiva della famiglia reale angioina».
Nel XIV secolo svolse un ruolo importante il vescovo Angelo (1419-1429), che fu consigliere della regina Giovanna II di Napoli, e a cui si attribuisce la distruzione della città di Satrianum. Al vescovo Antonio Angeli (1450-1463) si deve una particolare cura ed attenzione per la cattedrale, che dotò di «arredi sacri e munifici oggetti d'argento».
Tra i vescovi post-tridentini sono da segnalare Tiberio Carafa, che tenne due visite pastorali nel 1566 e nel 1571; Sebastiano Barnaba, di cui è nota la prima relazione della visita ad limina effettuata nel 1592; Bonaventura Claverio (Claver), che celebrò il primo sinodo diocesano nel 1653, con disposizioni atte a riformare la liturgia, la pietà e i costumi, e che portò a termine la costruzione del seminario, iniziato dal vescovo Achille Caracciolo (1616-1623). Dalla relazione della visita ad limina fatta dal Claverio nel 1655 si ricava che «in quel periodo la circoscrizione diocesana comprendeva otto centri (Potenza, Pignola, Abriola, Tito, Picerno, Baragiano, Ruoti ed Avigliano) con 18.000 anime, 238 preti, 173 religiosi, 36 monache clarisse, 34 confraternite laicali».
Durante il periodo francese, la diocesi fu scossa da tumulti e rivolte, che infiammarono la città episcopale ed altri centri della diocesi, con centinaia di morti; questo clima di tensione non fu estraneo alla tragica morte del vescovo Giovanni Andrea Serrao, attivo sostenitore della Repubblica Napoletana del 1799.
Il 27 giugno 1818 la diocesi di Potenza fu unita aeque principaliter alla diocesi di Marsico Nuovo con la bolla De utiliori di papa Pio VII.
A causa dei moti rivoluzionari del 1820-1822, il vescovo Giuseppe Maria Botticelli non poté mai prendere possesso della diocesi a causa dell'opposizione del suo clero e dovette essere trasferito a Gallipoli. Anche il successore Pietro Ignazio Marolda (1822-1837) incontrò forti opposizioni nel clero della città potentina che non accettava certe riforme lesive dei loro diritti e le decisioni del sinodo indetto dal vescovo nel 1834; alla fine anche Marolda dovette essere trasferito a Pozzuoli. Nella difficile fase di passaggio all'unità d'Italia, il vescovo Michelangelo Pieramico fu accusato, assieme ad altri sacerdoti, di tramare contro il sovrano napoletano; subì un processo ma alla fine fu pienamente assolto dalle accuse (1852).
Nel 1930 fu nominato vescovo di Potenza e Marsico Augusto Bertazzoni (1930-1966), il quale, per una maggiore efficienza nella gestione delle due diocesi e per rinsaldare maggiormente l'unione, accorpò le due curie diocesane e abolì la doppia figura del vicario generale nominando per Marsico un delegato vescovile. Molto si adoperò per il bene della sua diocesi e nell'impegno sul piano assistenziale durante la seconda guerra mondiale; «per la santità della sua vita e per il grande zelo pastorale è stato avviato nel 1995 il processo per la causa di beatificazione».
L'11 febbraio 1973 in forza della bolla Cum Italicas di papa Paolo VI la diocesi di Potenza fu elevata al rango di arcidiocesi immediatamente soggetta alla Santa Sede. Il 21 agosto 1976, con la bolla Quo aptius dello stesso papa Paolo VI, l'arcidiocesi di Potenza divenne sede metropolitana con giurisdizione su tutte le diocesi lucane.
Nel corso degli anni settanta, l'arcidiocesi vide aumentare notevolmente il proprio territorio, fino a quel momento costituito dagli stessi comuni documentati nella relazione del 1655: infatti, il 31 marzo 1973 acquisì le parrocchie dei comuni lucani di Sant'Angelo Le Fratte, Vietri di Potenza, Satriano di Lucania e Savoia di Lucania dalla diocesi di Campagna; l'8 settembre 1976 annetté il comune di Tramutola, che era appartenuto alla giurisdizione spirituale dell'abbazia di Cava de' Tirreni, e le parrocchie di Inforchia (comune di Castelguidone), sottratta alla diocesi di Rapolla, e di Castelglorioso-Arioso, ceduta dall'arcidiocesi di Acerenza.

### Sedi unite
Le sedi di Potenza e di Marsico Nuovo erano già state unite aeque principaliter nel 1818. Il 5 marzo 1973 l'arcivescovo di Potenza (e vescovo di Marsico Nuovo) Aurelio Sorrentino fu nominato anche vescovo di Muro Lucano, che era vacante da tre anni, unendo così in persona episcopi le tre diocesi.
Il 30 settembre 1986 con il decreto Instantibus votis della Congregazione per i Vescovi le sedi di Potenza, di Marsico Nuovo e di Muro Lucano sono state unite in plena unione e la circoscrizione ecclesiastica ha assunto il nome attuale.

## Cronotassi dei vescovi
Si omettono i periodi di sede vacante non superiori ai 2 anni o non storicamente accertati.

### Sede di Muro Lucano
- Leone † (menzionato nel 1050)[10]
- Eustachio † (menzionato nel 1059)
- E. † (menzionato nel 1080/1085)[11]
- Gaudino † (prima del 1101 - dopo il 1105)[10]
- Roberto I † (menzionato nel 1169)
- Anonimo † (menzionato nel 1200)[12]
- Monteguidone † (prima del 1212[12] - dopo il 1213)
- Anonimo † (menzionato nel 1215)[12]
- Giovanni (o Magno) † (menzionato nel 1217)
- Roberto II † (menzionato nel 1239)[12]
- Nicola de Patrice † (prima del 1250 - 12 giugno 1253[12] deposto)
- Palermo † (12 giugno 1253 - dopo il 1274[12])
- Nicola I † (menzionato nel 1322)
- Pietro † (? - 20 ottobre 1332 nominato arcivescovo di Sorrento)
- Matteo † (9 novembre 1332 - ?)
- Nicola II, O.F.M. † (prima del 1340 - 14 giugno 1344 nominato vescovo di Caserta)
- Enrico Marci † (14 giugno 1344 - 1348 deceduto)
- Guglielmo I † (10 novembre 1348 - 1356 deceduto)
- Giacomo del Fosco † (20 dicembre 1357 - 13 marzo 1364 nominato vescovo di Potenza)
- Domenico, O.Carm. † (13 marzo 1364 - 21 aprile 1373 nominato vescovo di Ariano)
- Simone † (21 aprile 1373 - ?)
  - Antonio I † (circa 1376 - dopo il 1389 deceduto) (antivescovo)
  - Antonio II † (27 gennaio 1395 - ?) (antivescovo)
- Guglielmo II † (prima del 1395 - 13 aprile 1405 nominato vescovo di Capaccio)
- Giovanni Bonifacio Panella † (13 aprile 1405 - circa 1418 deceduto)
- Guiduccio Della Porta † (16 febbraio 1418 - 1423 deceduto)
- Giovanni Sanfelici † (24 settembre 1423 - 1443 dimesso)
- Barnaba de Molina † (26 agosto 1443 - circa 1462 deceduto)
- Andrea Perciballi da Veroli † (26 maggio 1463 - 8 ottobre 1464 nominato vescovo di Camerino)
- Meolo de Mascambruni † (8 ottobre 1464 - 1486 deceduto)
- Nicolò Antonio Pesci † (15 febbraio 1486 - 1517 dimesso)
- Antonio Camillo Pesci † (23 dicembre 1517 - 1521 deceduto)
- Cesare Carpano † (6 settembre 1521 - 1528 deceduto)
- Matteo Grifoni, O.S.B.Vall. † (24 gennaio 1528 - 15 novembre 1540 nominato vescovo di Trivento)
  - Ascanio Parisani † (15 novembre 1540 - 27 giugno 1541 dimesso) (amministratore apostolico)
- Silverio Petrucci † (27 giugno 1541 - 1560 deceduto)
- Flavio Orsini † (29 novembre 1560 - 6 luglio 1562 dimesso)
- Filesio Cittadini † (6 luglio 1562 - 1572 dimesso)
- Giulio Ricci † (23 gennaio 1572 - 9 maggio 1575 nominato vescovo di Gravina)
- Daniele Vocazio, O.F.M. † (9 maggio 1575 - 1577 deceduto)
- Vincenzo Petrolini † (25 febbraio 1577 - 1606 deceduto)
- Tomeo Confetti † (10 maggio 1606 - 8 gennaio 1630 deceduto)
- Clemente Confetto † (8 gennaio 1630 succeduto - 13 aprile 1643 nominato vescovo di Acerno)
- Giovanni Carlo Coppola † (18 maggio 1643 - 1652 deceduto)
- Ascanio Ugolini † (19 febbraio 1652 - maggio 1660 deceduto)
- Francesco Maria Annoni, C.R. † (21 giugno 1660 - 12 maggio 1674 deceduto)
- Alfonso Pacello † (1º ottobre 1674 - 31 dicembre 1702 deceduto)
- Andrea Sarnelli † (23 aprile 1703 - 15 settembre 1707 deceduto)
- Giovanni Innocenzo Carusio † (19 dicembre 1707 - gennaio 1718 deceduto)
- Angelo Acerno † (6 aprile 1718 - 22 settembre 1724 deceduto)
- Domenico Antonio Manfredi † (20 novembre 1724 - 3 marzo 1738 nominato vescovo di Boiano)
- Melchiorre Delfico † (5 maggio 1738 - 23 aprile 1744 deceduto)
- Vito Mojo † (15 giugno 1744 - 11 marzo 1767 deceduto)
- Carlo Gagliardi † (10 luglio 1767 - 1º luglio 1778 deceduto)
- Luca Nicola De Luca † (14 dicembre 1778 - 26 marzo 1792 nominato vescovo di Trivento)
- Giuseppe Maria Benevento, O.F.M.Conv. † (26 marzo 1792 - prima del 6 dicembre 1794 deceduto)
  - Sede vacante (1794-1797)
- Giovanni Battista Ferroni † (18 dicembre 1797 - 11 dicembre 1826 deceduto)
- Filippo Martuscelli † (9 aprile 1827 - 16 luglio 1831 deceduto)
- Tommaso Antonio Gigli, O.F.M.Conv. † (2 luglio 1832 - 22 aprile 1858 dimesso)
- Francesco Saverio D'Ambrosio, O.F.M.Cap. † (20 giugno 1859 - 29 gennaio 1883 deceduto)
- Raffaele Capone, C.SS.R. † (29 gennaio 1883 succeduto - 22 marzo 1908 deceduto)
- Alessio Ascalesi, C.PP.S. † (29 aprile 1909 - 19 giugno 1911 nominato vescovo di Sant'Agata de' Goti)
- Giuseppe Scarlata † (27 novembre 1911 - 5 aprile 1935 deceduto)
- Bartolomeo Mangino † (30 dicembre 1936 - 18 febbraio 1946 nominato vescovo di Caserta)
- Giacomo Palombella † (14 febbraio 1946 - 3 gennaio 1951 nominato vescovo di Calvi e Teano)
- Matteo Guido Sperandeo † (23 febbraio 1952 - 5 settembre 1954 nominato vescovo di Calvi e Teano)
- Antonio Rosario Mennonna † (5 gennaio 1955 - 22 febbraio 1962 nominato vescovo di Nardò)
- Umberto Luciano Altomare † (10 luglio 1962 - 22 agosto 1970 nominato vescovo di Diano-Teggiano)
  - Sede vacante (1970-1973)[13]
- Aurelio Sorrentino † (5 marzo 1973 - 4 giugno 1977 nominato arcivescovo di Reggio Calabria e vescovo di Bova)
- Giuseppe Vairo † (3 dicembre 1977 - 30 settembre 1986 nominato arcivescovo di Potenza-Muro Lucano-Marsico Nuovo)

### Sede di Marsico Nuovo
- Senualdo ? † (menzionato nel 761)
- Leodrisio ? † (menzionato nell'861)
- Pietro I ? † (menzionato nel 981)
- Grimaldo ? † (X secolo)[14]
- Gisulfo † (menzionato nel 1089)
- Giovanni I, O.S.B. † (prima del 1095 - dopo il 1098)[15][16]
- Leone † (menzionato nel 1123)
- Enrico † (prima del 1130 - dopo il 1131)[15]
- Giovanni II † (prima del 1144 - dopo il 1155)[15]
- Giovanni III, O.S.B. † (prima del 1159 - dopo il 1179)[17]
- Giovanni IV † (menzionato nel 1188)[17]
- Anonimo † (menzionato nel 1193)[17]
- Benedetto † (menzionato nel 1200)
- Anselmo † (menzionato nel 1210)
- Ruggero I † (menzionato nel 1222)
- Anonimo † (menzionato nel 1231)[17][18]
- Giovanni V † (menzionato nel 1258)[17]
- Reginaldo Lentini, O.P. † (circa 1266 - 5 dicembre 1274 nominato arcivescovo di Messina)
- Reginaldo da Piperno, O.P. † (22 giugno 1275 - ?)
- Giovanni de Vetere † (prima del 1293 - dopo il 1296)
- Matteo † (menzionato nel 1305)
- Giovanni Acuto † (menzionato nel 1312)
- Ruggero II † (prima del 1314 - dopo il 1326 deceduto)
- Pietro II, O.P. † (21 ottobre 1328 - 1343)
- Ruggero III † (1343 - 12 gennaio 1349 nominato vescovo di Tricarico)
- Bartolomeo † (16 giugno 1349 - dopo il 1364 deceduto)
- Pietro Corsari † (12 novembre 1375 - 29 gennaio 1378 nominato vescovo di Sora)
- Tommaso Sferrato, O.F.M. † (29 gennaio 1378 - 1384 deposto)
  - Giacomo de Padula † (22 aprile 1384 - ?) (antivescovo)
- Andrea I † (circa 1384 - 1399 deceduto)
- Marco † (6 ottobre 1399 - 1399 deposto)
- Pietro † (31 maggio 1400 - 1400 deceduto)
- Nardello da Gaeta, O.F.M. † (11 giugno 1400 - circa 1440 deceduto)
- Carletto † (27 aprile 1440 - ? deceduto)
- Leonardo da Gaeta † (10 gennaio 1453 - ?)
- Pietro di Diano † (1456 - 1458 deceduto)
- Andrea II † (1458 - 1460 deceduto)
- Sansone de Cayano † (22 dicembre 1460 - 1478 deceduto)
- Giovanni Antonio Pitito, O.F.M.Conv. † (27 luglio 1478 - 1483 deceduto)
- Nicola Angelo de Abbatissa † (17 ottobre 1483 - 1483 o 1484 deceduto)
- Antonio de Medici, O.F.M. † (2 luglio 1484 - 1484 o 1485 deceduto)
- Fabrizio Guarna † (12 agosto 1485 - 1494 deceduto)
- Ottaviano Caracciolo † (19 marzo 1494 - 1535 deceduto)
- Vincenzo Boccaferro, O.S.B.Oliv. † (10 gennaio 1536 - 1537 deceduto)
- Angelo Archilegi † (24 settembre 1537 - 4 febbraio 1541 nominato vescovo di Assisi)
- Marzio de Marzi Medici † (4 febbraio 1541 - dopo l'11 dicembre 1573 deceduto)
- Angelo de Marzi Medici † (15 ottobre 1574 - 1582 deceduto)
- Luigi Pallavicino † (8 agosto 1583 - 7 novembre 1583 nominato vescovo di Nizza)
- Antonio Fera, O.F.M.Conv. † (9 aprile 1584 - 24 aprile 1600 deceduto)
- Ascanio Parisi † (24 aprile 1600 succeduto - 23 aprile 1614 deceduto)
- Timoteo Caselli, O.P. † (21 luglio 1614 - 23 novembre 1639 deceduto)
- Giuseppe Ciantes, O.P. † (5 marzo 1640 - gennaio 1656 dimesso)
- Angelo Pineri † (26 giugno 1656 - 22 luglio 1671 deceduto)
- Giovanni Battista Falvo † (16 novembre 1671 - 1º gennaio 1676 deceduto)
- Giovanni Gambacorta, C.R. † (23 marzo 1676 - 25 maggio 1683 deceduto)
- Francesco Antonio Leopardi † (27 settembre 1683 - 1º ottobre 1685 nominato vescovo di Tricarico)
- Domenico Lucchetti † (1º aprile 1686 - febbraio 1707 deceduto)
  - Sede vacante (1707-1710)
- Donato Anzani † (19 maggio 1710 - 9 luglio 1732 deceduto)
- Alessandro Puoti † (1º ottobre 1732 - 3 agosto 1744 deceduto)
- Diego Andrea Tomacelli † (7 settembre 1744 - 24 agosto 1766 deceduto)
- Carlo Tortora † (1º dicembre 1766 - 10 maggio 1771 deceduto)
- Carlo Nicodemi † (29 luglio 1771 - 26 marzo 1792 nominato vescovo di Sant'Angelo dei Lombardi e Bisaccia)
- Bernardo Maria della Torre † (26 marzo 1792 - 18 dicembre 1797 nominato vescovo di Lettere)
- Paolo Garzilli † (18 dicembre 1797 - 2 ottobre 1818 nominato vescovo di Bovino)

### Sede di Potenza
- Erculenzio † (prima del 494 - dopo il 496)
- Amanzio o Amando ? † (prima del 501 - dopo il 502)[19]
- Pietro † (menzionato nel 559)
- Balas ? † (menzionato nell'826)[19]
- Bruno † (menzionato nel 1068)[20]
- Anonimo † (menzionato nel 1080)
- Gerardo † (prima del 1099 - 1111)
- San Gerardo II † (1111 - 30 ottobre 1119 deceduto)
- Manfredi † (1119 - dopo il 1123/1124)[21]
  - Sede vacante[2]
- Giovanni I † (prima del 1177 - dopo il 1179)
- Anonimo † (menzionato nel 1195)[22]
- Bartolomeo † (prima del 1197[22] - dopo il 1200)
- Enrico † (menzionato nel 1206)[22]
- Anonimo † (menzionato nel 1209)[22]
- Garzia † (prima del 1218 - dopo il 1221)[22]
- Eliachino † (menzionato nel 1223)[22][23]
- Tommasino, O.Praem. † (menzionato nel 1231)[24]
- Oberto † (prima del 1250 - 1256 deceduto)
- Guglielmo I (o Gualterio), O.P. † (prima del 1267 - dopo il 1279)[22]
- Bonifacio † (menzionato nel 1289)
- Francesco † (1290 - dopo il 1302)
- Guglielmo II † (prima del 1314 - 1343 deceduto)
- Guglielmo Della Torre, O.F.M. † (16 giugno 1343 - ?)
- Giovanni de Rupella, O.Carm. † (13 maggio 1351 - 1364 deceduto)
- Giacomo † (13 marzo 1364 - 1374 deceduto)
- Bartolomeo della Spina † (15 marzo 1374 - ?)
- Marco † (menzionato nel 1386)
- Andrea † (1389 - 26 settembre 1392 nominato vescovo di Squillace)
- Nicola Vincioni † (4 febbraio 1393 - 21 maggio 1395 nominato vescovo di Ferentino)
- Giacomo † (1395 - ?)
- Benedetto d'Arpino, O.F.M. † (11 agosto 1399 - 1402 nominato arcivescovo di Lepanto)
- Andrea Serao † (11 ottobre 1402 - 17 novembre 1404 nominato vescovo di Caiazzo)
- Benedetto d'Arpino, O.F.M. † (26 novembre 1404 - 1419 dimesso) (per la seconda volta)
- Angelo † (11 settembre 1419 - 25 febbraio 1429 nominato arcivescovo di Rossano)
- Giacomo Squacquera, O.Cist. † (25 febbraio 1429 - 1450 deceduto)
- Antonio Anglo (o Angeli) † (1º luglio 1450 - 1463 deceduto)
- Giovanni Paolo Vassalli † (14 gennaio 1463 - 17 aprile 1468 nominato vescovo di Troia)
- Luigi Caracciolo † (17 aprile 1469 - 1482 deceduto)
- Gianfilippo Castiglioni † (9 dicembre 1482 - circa 1491 deceduto)
- Giorgio Margara † (10 gennaio 1491 - ?)
- Juan Ortega † (16 novembre 1502 - 1503 deceduto)
  - Jaime Serra i Cau † (29 novembre 1503 - 7 agosto 1506 dimesso) (amministratore apostolico)
- Giacomo Nini † (7 agosto 1506 - 1521 dimesso)
  - Pompeo Colonna † (7 gennaio 1521 - 28 novembre 1526 dimesso) (amministratore apostolico)
- Nino Nini † (28 novembre 1526 - 21 gennaio 1564 deceduto)
  - Felice Rossi † (1564 - 5 luglio 1566 nominato vescovo di Tropea) (vescovo eletto)
- Tiberio Carafa † (15 maggio 1566 - 6 febbraio 1579 nominato vescovo di Cassano)
- Sebastiano Barnaba † (17 agosto 1579 - 19 giugno 1606 deceduto)
- Gaspare Cardoso, O.S.B. † (19 giugno 1606 succeduto - 1615 deceduto)
- Achille Caracciolo † (2 maggio 1616 - 1623 deceduto)
  - Sede vacante (1623-1626)
- Diego Vargas † (20 luglio 1626 - ottobre 1633 deceduto)
- Girolamo Magnesi † (20 novembre 1634 - 1641 deceduto)
  - Sede vacante (1641-1644)
- Miguel de Torres, O.P. † (18 aprile 1644 - 1645 deceduto)
- Bonaventura Claverio (Claver), O.F.M. † (16 luglio 1646 - circa 1677 deceduto)
- Diego Lozano, O.Carm † (13 settembre 1677 - 10 settembre 1681 deceduto)
- Luigi de Filippi, O.P. † (3 luglio 1684 - 5 gennaio 1685 deceduto)
- Baldassare da Benavente, O. de M. † (13 maggio 1686 - 30 ottobre 1687 deceduto)
- Pietro de Torres † (24 gennaio 1689 - 24 gennaio 1695 nominato arcivescovo di Trani)
- Agnello Rossi, O.Carm. † (2 maggio 1695 - 30 aprile 1707 deceduto)
  - Sede vacante (1707-1715)
- Carlo Pignatelli, C.R. † (23 settembre 1715 - 14 gennaio 1722 nominato vescovo di Gaeta)
- Biagio De Dura † (2 marzo 1722 - marzo 1740 deceduto)
- José Alfonso Meléndez, O.F.M.Disc. † (30 gennaio 1741 - 19 febbraio 1748 nominato arcivescovo di Palermo)
- Tommaso Sersale, C.R. † (1º aprile 1748 - prima del 18 luglio 1749 deceduto)
- Bonaventura Fabozzi, O.F.M. † (21 luglio 1749 - 4 gennaio 1761 deceduto)
- Carlo Parlati, P.O. † (6 aprile 1761 - 14 dicembre 1767 nominato arcivescovo di Acerenza e Matera)
- Domenico Russo † (16 maggio 1768 - 20 marzo 1780 nominato vescovo di Monopoli)
- Giovanni Andrea Serrao † (18 luglio 1783 - 24 febbraio 1799 deceduto)
  - Sede vacante (1799-1805)
- Bartolomeo Cesare † (26 giugno 1805 - 30 settembre 1819 deceduto)

### Sede di Potenza e Marsico Nuovo
- Giuseppe Maria Botticelli, O.M. † (21 febbraio 1820 - 19 aprile 1822 nominato vescovo di Gallipoli)
- Pietro Ignazio Marolda, C.SS.R. † (19 aprile 1822 - 19 maggio 1837 nominato vescovo di Pozzuoli)
- Michelangelo Pieramico † (12 febbraio 1838 - settembre 1862 deceduto)
  - Sede vacante (1862-1867)
- Antonio Maria Fanìa, O.F.M. † (27 marzo 1867 - 23 gennaio 1880 deceduto)
- Luigi Carvelli † (23 gennaio 1880 succeduto - 3 luglio 1882 nominato vescovo di Mileto)
- Tiberio Durante † (25 settembre 1882 - 31 ottobre 1899 deceduto)
- Ignazio Monterisi † (19 aprile 1900 - 17 febbraio 1913 deceduto)
- Roberto Achille Razzòli, O.F.M. † (27 agosto 1913 - 27 aprile 1925 deceduto)
  - Sede vacante (1925-1930)[25]
- Augusto Bertazzoni † (30 giugno 1930 - 30 novembre 1966 dimesso[26])
- Aurelio Sorrentino † (30 novembre 1966 - 4 giugno 1977 nominato arcivescovo di Reggio Calabria e vescovo di Bova)
- Giuseppe Vairo † (3 dicembre 1977 - 30 settembre 1986 nominato arcivescovo di Potenza-Muro Lucano-Marsico Nuovo)

### Sede di Potenza-Muro Lucano-Marsico Nuovo
- Giuseppe Vairo † (30 settembre 1986 - 19 gennaio 1993 ritirato)
- Ennio Appignanesi † (19 gennaio 1993 - 9 gennaio 2001 ritirato)
- Agostino Superbo (9 gennaio 2001 - 5 ottobre 2015 ritirato)
- Salvatore Ligorio (5 ottobre 2015 - 2 febbraio 2024 ritirato)
- Davide Carbonaro, O.M.D., dal 2 febbraio 2024

## Vescovi oriundi dell'arcidiocesi
- Antonio Rosario Mennonna (Muro Lucano, 27 maggio 1906 - Muro Lucano, 6 novembre 2009), vescovo di Nardò
- Pasquale Quaremba (Muro Lucano, 19 luglio 1905 - Muro Lucano, 16 dicembre 1986), vescovo di Gallipoli

## Santi dell'arcidiocesi
L'arcidiocesi di Potenza-Muro Lucano-Marsico Nuovo venera i seguenti santi e beati:
- San Gerardo di Potenza - patrono di Potenza
- San Gerardo Maiella - patrono di Muro Lucano e di tutta la Basilicata
- San Gianuario - patrono di Marsico Nuovo e patrono con San Gerardo la Porta e San Gerardo Maiella della diocesi
- Beato Bonaventura da Potenza - minore conventuale
- San Giustino de Jacobis - missionario in Etiopia e compatrono della Basilicata
- Santi Aronzio (o Oronzo) e i fratelli Onorato, Fortunanziano e Sabiniano - martiri cartaginesi del III secolo
- Giovanni da Viggiano - martire a Damasco
- San Laverio - martire di Grumentum
- Venerabile Domenico Girardelli - minore conventuale
- Venerabile Augusto Bertazzoni - arcivescovo
- Servo di Dio Nicola de Sanctis - redentorista

## Statistiche
L'arcidiocesi nel 2023 su una popolazione di 155.500 persone contava 153.000 battezzati, corrispondenti al 98,4% del totale.
| anno                                             | popolazione | popolazione | popolazione | presbiteri | presbiteri | presbiteri | presbiteri                | diaconi | religiosi | religiosi | parrocchie |
| anno                                             | battezzati  | totale      | %           | numero     | secolari   | regolari   | battezzati per presbitero | diaconi | uomini    | donne     | parrocchie |
| ------------------------------------------------ | ----------- | ----------- | ----------- | ---------- | ---------- | ---------- | ------------------------- | ------- | --------- | --------- | ---------- |
| diocesi di Muro Lucano                           |             |             |             |            |            |            |                           |         |           |           |            |
| 1950                                             | 35.000      | 35.000      | 100,0       | 38         | 38         |            | 921                       |         |           | 36        | 14         |
| 1970                                             | 35.000      | 35.000      | 100,0       | 36         | 33         | 3          | 972                       |         | 4         | 50        | 17         |
| 1980                                             | 18.320      | 18.320      | 100,0       | 16         | 16         |            | 1.145                     |         |           | 15        | 12         |
| diocesi di Potenza e Marsico Nuovo               |             |             |             |            |            |            |                           |         |           |           |            |
| 1950                                             | 87.050      | 87.050      | 100,0       | 89         | 65         | 24         | 978                       |         | 36        | 136       | 25         |
| 1970                                             | ?           | 111.457     | ?           | 93         | 54         | 39         | ?                         |         | 46        | 218       | 33         |
| 1980                                             | 133.400     | 136.400     | 97,8        | 97         | 64         | 33         | 1.375                     |         | 35        | 201       | 42         |
| arcidiocesi di Potenza-Muro Lucano-Marsico Nuovo |             |             |             |            |            |            |                           |         |           |           |            |
| 1990                                             | 153.800     | 154.800     | 99,4        | 106        | 68         | 38         | 1.450                     | 3       | 40        | 220       | 57         |
| 1999                                             | 152.000     | 152.600     | 99,6        | 103        | 72         | 31         | 1.475                     | 13      | 33        | 178       | 59         |
| 2000                                             | 152.000     | 152.600     | 99,6        | 104        | 73         | 31         | 1.461                     | 13      | 33        | 135       | 59         |
| 2001                                             | 178.000     | 180.000     | 98,9        | 107        | 77         | 30         | 1.663                     | 18      | 32        | 130       | 61         |
| 2002                                             | 173.500     | 175.000     | 99,1        | 110        | 78         | 32         | 1.577                     | 20      | 33        | 120       | 61         |
| 2003                                             | 151.200     | 152.000     | 99,5        | 125        | 84         | 41         | 1.209                     | 19      | 51        | 230       | 61         |
| 2004                                             | 151.200     | 152.000     | 99,5        | 119        | 82         | 37         | 1.270                     | 19      | 86        | 200       | 61         |
| 2013                                             | 152.200     | 154.300     | 98,6        | 117        | 86         | 31         | 1.300                     | 23      | 38        | 80        | 64         |
| 2016                                             | 151.300     | 158.400     | 95,5        | 120        | 86         | 34         | 1.260                     | 24      | 44        | 76        | 64         |
| 2019                                             | 154.000     | 156.955     | 98,1        | 109        | 81         | 28         | 1.412                     | 18      | 41        | 111       | 60         |
| 2021                                             | 153.000     | 155.100     | 98,6        | 101        | 71         | 30         | 1.514                     | 17      | 43        | 100       | 61         |
| 2023                                             | 153.000     | 155.500     | 98,4        | 103        | 76         | 27         | 1.485                     | 17      | 30        | 90        | 61         |

## Ufficio Musica Sacra
Nel dicembre del 2018, l'arcidiocesi di Potenza ha dato avvio a un progetto nel campo della musica sacra e della formazione per la musica liturgica. Nel segno della continuità di oltre 15 anni di lavoro già affrontato, il 20 dicembre 2019 sono stati istituiti la "Scuola Diocesana di Musica Sacra Mons. Augusto Cesare Bertazzoni" e il coro diocesano "Laetitia". La prima, è una realtà che mira alla formazione e all'ampliamento del progetto formativo diocesano, per la liturgia e la musica liturgica; la seconda, invece, è il coro ufficiale dell'arcidiocesi e ha il compito di animare le sante messe solenni, oltre a diffondere nuovi repertori.
In entrambi i casi, l'arcidiocesi ha affidato il progetto a un team di giovani lucani, affidando a Rocco Alessio Corleto il compito di coordinare e organizzare tutte le attività. Ad oggi, il coro "Laetitia" conta circa centotrenta iscritti e vede la partecipazione di coristi provenienti da tutto il territorio diocesano potentino.

### Per Potenza
- L'arcidiocesi di Potenza, su beweb.chiesacattolica.it.
- Francesco Lanzoni, Le diocesi d'Italia dalle origini al principio del secolo VII (an. 604), vol. I, Faenza, 1927,  pp. 325-329.
- Giuseppe Cappelletti, Le Chiese d'Italia della loro origine sino ai nostri giorni, vol. XX, Venezia, 1866,  pp. 467-480.
- Vincenzio d'Avino, Cenni storici sulle chiese arcivescovili, vescovili e prelatizie (nullius) del Regno delle Due Sicilie, Napoli, 1848,  pp. 540-548.
- (LA) Pius Bonifacius Gams, Series episcoporum Ecclesiae Catholicae, Graz, 1957,  pp. 913-914.
- (LA)  Konrad Eubel, Hierarchia Catholica Medii Aevi, vol. 1, p. 407; vol. 2, pp. 218–219; vol. 3, p. 279; vol. 4, p. 287; vol. 5, pp. 322–323; vol. 6, p. 347.

### Per Marsico Nuovo
- (EN) La diocesi di Marsico Nuovo, su catholic-hierarchy.org.
- (EN) La diocesi di Marsico Nuovo, su gcatholic.org.
- La diocesi di Marsico Nuovo, su beweb.chiesacattolica.it.
- Giuseppe Cappelletti, Le Chiese d'Italia della loro origine sino ai nostri giorni, vol. XX, Venezia, 1866,  pp. 379-400.
- Gaetano Moroni, Dizionario di erudizione storico-ecclesiastica, vol. 43,  pp. 142-146.
- (LA) Pius Bonifacius Gams, Series episcoporum Ecclesiae Catholicae, Graz, 1957,  p. 894.
- (LA)  Konrad Eubel, Hierarchia Catholica Medii Aevi, vol. 1, p. 328; vol. 2, p. 186; vol. 3, p. 236; vol. 4, p. 233; vol. 5, p. 258; vol. 6, p. 278.

### Per Muro Lucano
- (EN) La diocesi di Muro Lucano, su catholic-hierarchy.org.
- (EN) La diocesi di Muro Lucano, su gcatholic.org.
- La diocesi di Muro Lucano, su beweb.chiesacattolica.it.
- Giuseppe Cappelletti, Le Chiese d'Italia della loro origine sino ai nostri giorni, vol. XX, Venezia, 1866,  pp. 571-576.
- Vincenzio d'Avino, Cenni storici sulle chiese arcivescovili, vescovili e prelatizie (nullius) del Regno delle Due Sicilie, Napoli, 1848,  pp. 417-421.
- (LA) Pius Bonifacius Gams, Series episcoporum Ecclesiae Catholicae, Graz, 1957,  p. 902.
- (LA)  Konrad Eubel, Hierarchia Catholica Medii Aevi, vol. 1, p. 352; vol. 2, p. 197; vol. 3, p. 251; vol. 4, pp. 249–250; vol. 5, p. 277; vol. 6, p. 298.